# Premio Joaquim Ruyra de narrativa juvenil
El Premio Joaquim Ruyra de narrativa juvenil es un premio literario en lengua catalana convocado por La Galera, SA. Editorial y la Fundació Enciclopèdia Catalana.
Al premio pueden optar las novelas originales e inéditas, escritas en catalán, y destinadas a lectores entre los 12 y los 16 años de edad. La entrega del premio se lleva a cabo durante la Nit literària de Santa Llúcia, en el mes de diciembre de cada año y tiene una dotación económica de 6.000 euros.

## Galardonados
- 1963 - Josep Vallverdú, por L'abisme de Pyramos
- 1964 - Carles Macià, por Un paracaigudista sobre la Vall Ferrera
- 1965 - Desierto
- 1966 - Robert Saladrigas, por Entre juliol i setembre
- 1967 - Emili Teixidor, por Les rates malaltes
- 1968 - No convocado
- 1969 - Desierto
- 1970 - No convocado
- 1971 - No convocado
- 1972 - No convocado
- 1973 - No convocado
- 1974 - No convocado
- 1975 - No convocado
- 1976 - Pep Albanell, por El barcelonauta
- 1977 - Jaume Cabré, por Galceran, l'heroi de la guerra negra
- 1978 - Oriol Vergés, por El superfenomen
- 1979 - Desierto
- 1980 - Vicenç Villatoro, por Papers robats que cremen
- 1981 - Joaquim Carbó, por La casa sobre el gel
- 1982 - Andreu Sotorra, por Ofici de conteste
- 1984 - María Barbal, por Pedra de tartera
- 1985 - Montserrat Canela, por Les flors salvatges
- 1986 - Miquel Obiols, por El tigre de Mary Plexiglàs
- 1987 - Josep Francesc Delgado, por Si puges al Sagarmantha
- 1988 - No convocado
- 1989 - Maite Carranza, por La selva de los arutams
- 1990 - No convocado
- 1991 - No convocado
- 1992 - No convocado
- 1993 - Maria Àngels Gardella, por El mar i el desig
- 1994 - Montserrat Galícia, por Somnies estimada?
- 1995 - Josep Lorman, por El galió de les illes Cíes
- 1996 - Jordi Sierra i Fabra, por Concert en sol major
- 1997 - Josep Lorman, por El malefici dels Da
- 1998 - Antoni García Llorca, por Espasa de constel·lació
- 1999 - Miquel Rayó, por Les muntanyes de foc
- 2000 - Joan Pons Pons, por Remant cap al sol
- 2001 - Dolors García, por Sense cobertura
- 2002 - Carme Jiménez Huertas, por L'Aristot
- 2003 - Àngel Burgas, por M.A.X.
- 2004 - Montserrat Galícia, por El darrer manuscrit
- 2005 - Lluís Hernàndez i Sonali, por Laura i els àngels
- 2006 - Desierto
- 2007 - Maria Pilar Gil, por Créixer amb Poe
- 2008 - Jordi Ferrés, por El jardí promès
- 2009 - Gabriel Janer Manila, por He jugat amb els llops
- 2010 - Salvador Macip y Sebastià Roig, por Ullals
- 2011 - Mercè Anguera, por La princesa invisible
- 2012 - Maria Carme Roca, por Katalepsis
- 2013 - Care Santos, por No em preguntis qui sóc
- 2014 - Alejandro Palomas, por Un fill
- 2015 - Santi Baró, por L'efecte Calders
- 2016 - Joan Antoni Martín Piñol, por Sentinels
- 2017 - Ivan Ledesma, por Negorith
- 2018 - Maite Carranza, por L’alè del drac
- 2019 - Toni Mata por Nascuts per ser breus[2]
- 2020 - Rubén Montañá i Ros por Les esferes del temps[3]